# فؤاد المبزع
فؤاد المبزع (عربی: فؤاد المبزع؛ ۱۵ ژوئن ۱۹۳۳ – ۲۳ آوریل ۲۰۲۵)، سیاستمدار اهل تونس بود.
وی پس از سرنگونی حکومت زین‌العابدین بن علی، از ۱۵ ژانویه ۲۰۱۱ تا ۱۳ دسامبر همان سال سرپرست ریاست‌جمهوری تونس بود.
فؤاد المبزع در ۲۳ آوریل ۲۰۲۵، در سن ۹۱ سالگی درگذشت.